# Testemunho e Louvor
Testemunho e Louvor é o primeiro álbum ao vivo de Irmão Lázaro, gravado em 2 de junho de 2007 na Igreja Batista Central, na cidade de Feira de Santana, na Bahia. O disco contém a canção "Eu Te Amo Tanto", que pelo sucesso fez com que o título do registro áudio-visual do disco fosse trocado.
O disco fez Lázaro ter notoriedade nacional, além de receber vários prêmios e indicações no Troféu Talento em 2009.

## Faixas
1. Abertura
2. Meu Mestre
3. Morar no Céu
4. Deus Vai Fazer
5. Amigo (Oh! Gloria)
6. Pense em Jesus
7. Tempo de Adorar
8. Oh! De Quem É?
9. Passando Pela Prova
10. Eu sou de Jesus
11. Bagaço
12. Eu Te Amo Tanto
13. Testemunho 1
14. Eu Me Lembro
15. Testemunho 2